# 아바카비르/라미부딘/지도부딘
아바카비르/라미부딘/지도부딘은 트리지비르(Trizivir)라는 상품명으로 판매되며, 후천 면역 결핍증후군을 치료하기 위해 사용되는 고정 용량의 항레트로바이러스 복합제제이다. 이 복합제제에 포함된 약물 세 가지 모두 역전사효소 저해제이며, 글락소 스미스클라인(GlaxoSmithKline)가 특허를 획득하고 화이자(Pfizer)와 함께 설립한 HIV 전문 기업인 비브 헬스케어(ViiV Healthcare)에 의해 시장에 출시되었다.
- 아바카비르 황산염 (ABC)
- 라미부딘 (3TC)
- 지도부딘 (AZT or ZDV)

트리지비르는 에이즈/HIV-1 치료제로 권장된다. 특히 에이즈의 수직감염(모자감염; mother-to-child transmission) 가능성을 줄이기 위해 임산부가 사용하기에 매우 적절한 복합제제이다.
가장 흔한 부작용으로는 두통과 구역(토할 것 같은 느낌)이 있다.
아바카비르/라미부딘/지도부딘은 2000년에 미국과 유럽연합에서 약물 사용에 대한 허가승인을 받았다. 2013년 12월에 루핀 리미티드 사가 아바카비르/라미부딘/지도부딘의 제네릭 의약품을 출시했다.

## 부작용/이상반응
아바카비르/라미부딘/지도부딘의 가장 흔한 부작용으로는 구역, 구토, 설사, 피로, 감각 이상증과 두통이 있다. 역전사효소를 타겟으로 하는 약물을 많이 포함하고 있어 등 위쪽과 목, 가슴과 몸통에 지방이 재배치되고 팔, 다리와 얼굴의 지방은 감소하는, 체지방분포증후군이 발생할 수 있다. 면역시스템이 향상되었다가 이전에 미미했거나 잠복했던 감염이 다시 활발해지면서 임상적 상태가 악화되는 면역재구성염증증후군(IRIS)이 발생할 수 있다. 이외에도 나타날 수 있는 심각한 이상반응 및 부작용은 아래와 같다.
- 심근경색의 위험성 증가
- 젖산 산증
- 심각한 간비대
- 지방위축증
- 호중구 감소증
- 빈혈
- 과민반응
  - 과민반응으로는 간부전, 신부전, 아나필락시스, 저혈압 그리고 사망을 포함한다.

## 참고 사항
- 아바카비르/라미부딘
- 아바카비르/돌루테그라비르/라미부딘

## 참고 문헌/각주
1. 1 2  “Abacavir / lamivudine / zidovudine (Trizivir) Use During Pregnancy”. 《Drugs.com》. 2018년 5월 8일. 2020년 4월 7일에 확인함.
2. 1 2  “Trizivir- abacavir sulfate, lamivudine, and zidovudine tablet, film coated”. 《DailyMed》. 2019년 5월 10일. 2020년 4월 7일에 확인함.
3. 1 2 3  “Trizivir EPAR”. 《European Medicines Agency (EMA)》. 2020년 4월 7일에 확인함.
4. ↑  Opravil M, Hirschel B, Lazzarin A, Furrer H, Chave JP, Yerly S,  외. (May 2002). “A randomized trial of simplified maintenance therapy with abacavir, lamivudine, and zidovudine in human immunodeficiency virus infection”. 《The Journal of Infectious Diseases》 185 (9): 1251–60. doi:10.1086/340312. PMID 12001042.
5. ↑  “GlaxoSmithKline-Pfizer launch HIV joint venture”. 《InPharm.com》. 2012년 1월 4일에 원본 문서에서 보존된 문서.
6. ↑  Horvath T, Madi BC, Iuppa IM, Kennedy GE, Rutherford G, Read JS (January 2009). “Interventions for preventing late postnatal mother-to-child transmission of HIV”. 《The Cochrane Database of Systematic Reviews》 (1): CD006734. doi:10.1002/14651858.CD006734.pub2. PMC 7389566. PMID 19160297.
7. ↑  “Drug Approval Package: Trizivir (abacavir sulfate, lamivudine, zidovudine) NDA #021205”. 《U.S. Food and Drug Administration (FDA)》. 2004년 3월 28일. 2020년 4월 7일에 확인함.
8. ↑  Monthly Prescribing Reference (MPR)
9. ↑  “Abacavir Sulfate”. Lupin Pharma. 2015년 6월 2일에 원본 문서에서 보존된 문서. 2021년 6월 15일에 확인함.
10. ↑  “Abacavir sulfate, lamivudine and zidovudine: FDA-Approved Drugs”. 《U.S. Food and Drug Administration (FDA)》. 2020년 7월 6일에 확인함.
11. ↑  ViiV Healthcare (March 2017). “Trizivir Medication Guide” (PDF).
12. ↑  “Side Effects of Trizivir (Abacavir Sulfate, Lamivudine, and Zidovudine), Warnings, Uses”. 《RxList》 (영어). 2019년 12월 22일에 확인함.

## 같이 보기
- 아바카비르/라미부딘
- 아바카비르/돌루테그라비르/라미부딘